# Ziziphus nummularia
Táo ta (danh pháp khoa học:Ziziphus nummularia, đồng nghĩa: Ziziphus rotundifolia Lam.), là một loài thực vật thuộc chi Táo (Ziziphus). Loài này là loài bản địa của sa mạc Thar thuộc miền tây Ấn Độ và đông nam Pakistan và của miền nam Iran. Đây là loài cây bụi cao đến 2 m. 